# هاگلشتات
هاگلشتات (به آلمانی: Hagelstadt) یک شهر در آلمان است که در بایرن واقع شده‌است.

## خصوصیات
هاگلشتات ۲۰٫۷۵ کیلومترمربع مساحت دارد ۳۶۸ متر بالاتر از سطح دریا واقع شده‌است.